# (85713) 1998 SS49
(85713) 1998 SS49 est un astéroïde Apollon, également aréocroiseur et cythérocroiseur, classé comme potentiellement dangereux. Il fut découvert par LINEAR à Socorro le 29 septembre 1998.